# Petrosino
 Petrosino ist eine italienische Gemeinde im Freien Gemeindekonsortium Trapani in der Autonomen Region Sizilien mit 7927 Einwohnern (Stand 31. Dezember 2023).

## Lage und Daten
Petrosino liegt 46 km südlich von Trapani. Die Einwohner leben hauptsächlich von der Landwirtschaft. Angebaut werden Obst, Gemüse und Wein.
Die Nachbargemeinden sind Marsala und Mazara del Vallo.

## Geschichte
Petrosino wurde 1980 zur selbständigen Gemeinde erklärt. Das Gebiet des heutigen Ortes erstreckt sich auf die Orte Marsala und Mazara del Vallo.